# Concentrado de complexo protrombínico
O  concentrado do complexo de protrombínicos (CCP), também conhecido como complexo do fator IX, é um medicamento feito de factores de coagulação sanguínea II, IX, e X. Algumas versões contêm também o fator VII. É utilizado para tratar e prevenir a hemorragia na hemofilia B quando o fator plaquetário IX puro não está presente. Pode também ser usado em pessoas com um número insuficiente destes factores, por diversas razões, como nos casos de terapia anticoagulante com varfarina. É administrada por via intravenosa.
Os efeitos colaterais comuns consistem em reações alérgicas, dor de cabeça, vómitos e sonolência. Outros efeitos secundários graves podem envolver coagulação sanguínea, que pode provocar ataque cardíaco, acidente vascular cerebral, embolia pulmonar ou trombose venosa profunda. Podem formar-se anticorpos após uma utilização prolongada de tal modo que as doses posteriores podem tornar-se cada vez menos eficazes.
O concentrado do complexo de protrombínicos entrou para uso médico, na década de 1960. Consta na Lista de Medicamentos Essenciais da Organização Mundial de Saúde, considerados os mais eficazes e seguros para responder às necessidades de um sistema de saúde. É feito a partir do plasma humano. Existe também uma versão disponível feita a partir métodos recombinantes que apenas contém o fator IX. Nos Estados Unidos, uma dose de PCC custa cerca de US$ 900. Podem ser encontradas disponíveis diferentes formulações a nível internacional.

## Usos médicos
PCC anula os efeitos da varfarina e de outros anticoagulantes antagonistas da vitamina K e é utilizado em caso de sangramento significativo em pacientes com coagulopatia (INR > 8.0, tempo de protrombina prolongado). É também utilizado quando o paciente tem que ser submetido a uma operação de emergência. Outras indicações estão associadas a distúrbios de um dos fatores de coagulação, tanto congénitos ou em reflexo da doença hepática e hemofilia. Várias directrizes, incluindo da American College of Chest Physicians, recomendam o uso do CCP para reverter os efeitos da varfarina em pacientes com hemorragias severas.

## Contra-indicações

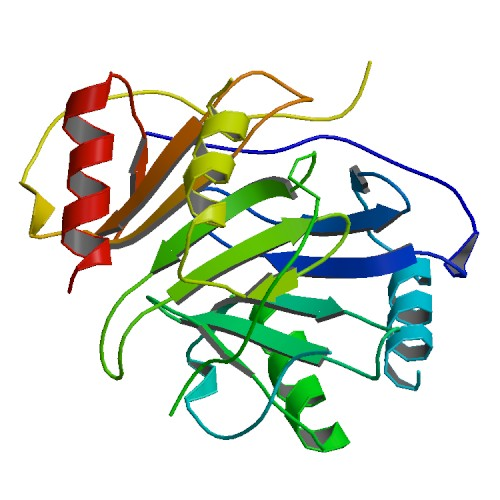
O factor plaquetário 4 pode provocar heparina trombocitopenia induzida

O folheto da embalagem indica que o PCC é contra-indicado em pacientes com coagulação intravascular disseminada, uma activação patológica da coagulação, isto porque fornecer fatores de coagulação seria alimentar ainda mais este processo. No entanto, a administração do CCP pode restaurar a normal coagulação em caso de défice dos factores de  coagulação. Como os produtos CCP contêm heparina, estes são contra-indicados em pacientes com trompocitopenia induzida por heparina.

## Química
O CCP contém um certo número de fatores de coagulação do sangue. Normalmente, isso inclui o fator II, IX, e X. Algumas versões contêm o fator VII, a proteína C e a proteína S. A heparina pode contribuir para impedir a ativação precose dos fatores.

## História
A Food and Drug Administration (FDA) dos Estados Unidos anunciou a aprovação de Kcentra em 30 de abril de 2013, e avaliou a Kcentra com o estatuto de medicamento órfão, em dezembro de 2012.